# Station Grandvilliers
Station Grandvilliers is een spoorwegstation in de Franse gemeente Grandvilliers.